# Ekosfera

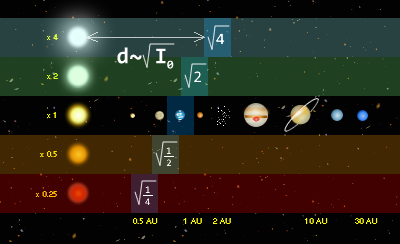
Położenie ekosfery zależy od jasności gwiazdy

Ekosfera (gr. oikos dom + sphaira kula), ekostrefa, także: „strefa zamieszkiwalna” (ang. habitable zone) – strefa wokół gwiazdy, o kształcie zbliżonym do warstwy sferycznej, w której obrębie na wszystkich znajdujących się planetach mogą panować warunki fizyczne i chemiczne umożliwiające powstanie, utrzymanie i rozwój organizmów żywych, z których za najistotniejszy uważane jest istnienie ciekłej wody.

## Historia pojęcia
Po raz pierwszy wprowadził koncepcję okołogwiazdowej strefy mieszkalnej Edward Maunder w 1913 w jego książce Life on Other Planets. Pierwotnie określano ekostrefę Słońca jako pasmo pomiędzy orbitami Wenus i Marsa. Precyzyjniejsza definicja określa ją jako obszar, w którego paśmie temperatura powinna być zawarta między 203-353 K (-70 a +80 °C) oraz konieczna jest również obecność wody ciekłej (H2O) na powierzchni i niezwiązanego tlenu (O2) w atmosferze. Na Ziemi znane są jednak organizmy beztlenowe, dla których tlen jest szkodliwy, a nawet zabójczy.
Badania współczesnych naukowców poszerzyły konieczne warunki zaistnienia ekosfery o naturalną osłonę atmosferyczną chroniącą przed promieniowaniem elektromagnetycznym i korpuskularnym. Jednakże warunek ten nie jest brany pod uwagę jako kluczowy, gdyż nie ma zasadniczego znaczenia w wypadku występowania organizmów żywych pod powierzchnią gruntu lub organizmów ewolucyjnie dostosowanych do warunków promieniowania.

## Planety pozasłoneczne w ekosferach gwiazd

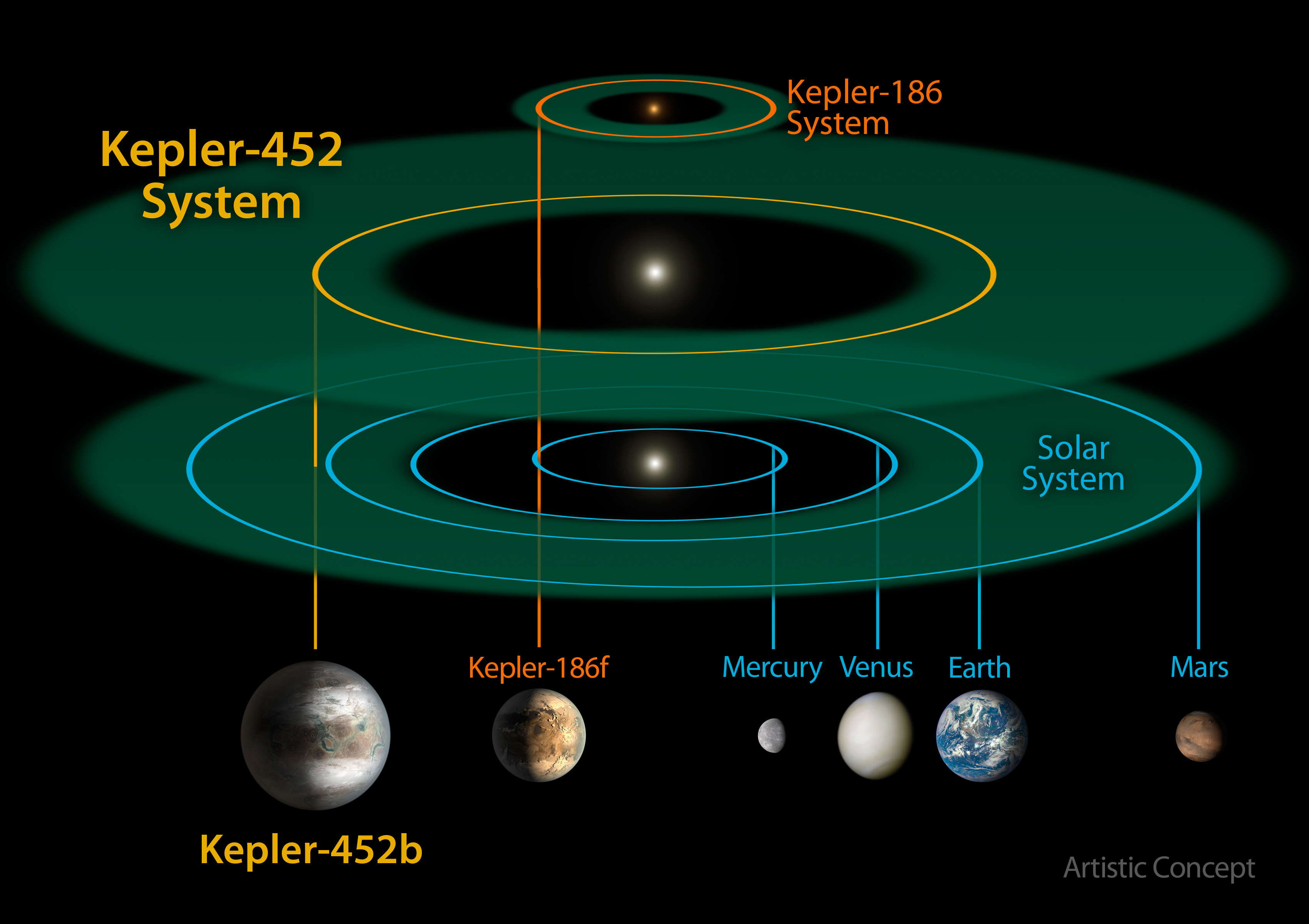
Planety pozasłoneczne w ekosferach gwiazd o różnej jasności: Kepler-186f okrąża czerwonego karła, zaś Kepler-452b i Ziemia krążą wokół żółtych karłów

Pierwszą planetą pozasłoneczną, o której sądzono, że krąży w ekosferze, był gazowy olbrzym 70 Virginis b. Później okazało się jednak, że krąży po ciaśniejszej, ekscentrycznej orbicie. Kolejne lata przyniosły odkrycia także mniejszych planet krążących w ekosferach. W układzie Gliese 581 krążą co najmniej 4 planety, a według analiz z 2010 r. nawet 6, spośród których kilkukrotnie masywniejsza od Ziemi Gliese 581 d krąży blisko zewnętrznego skraju ekosfery, a (niepotwierdzona) Gliese 581 g w jej środkowej części. Spośród obecnie znanych planet których odkrycie zostało potwierdzone, najbardziej podobna do Ziemi pod względem orbity i rozmiaru jest superziemia Kepler-452b; istnienie ciekłej wody na jej powierzchni jest wysoce prawdopodobne. Niektóre z odkrytych planet mogą być nawet całkowicie pokryte wodami oceanów.
Znanych jest także wiele planet-olbrzymów krążących w ekosferach; ich obecność utrudnia powstanie i utrzymanie się na stabilnych orbitach planet typu ziemskiego w tym obszarze. Miejscem umożliwiającym powstanie i istnienie życia mogą być natomiast naturalne satelity takich planet; olbrzymy o masie większej niż Jowisz, jak HD 28185 b, mogą posiadać księżyce nawet o masie Ziemi. Ponadto, jeżeli taki olbrzym krąży po orbicie o małym mimośrodzie, istnieje możliwość, że niewielka planeta powstanie lub znajdzie się w pobliżu punktu libracyjnego na orbicie olbrzyma, dzieląc z nim orbitę jako tzw. „planeta trojańska”.
| Gwiazda            | Stosunek jasności gwiazdy względem Słońca | Odległość ekosfery | Obiekty Układu Słonecznego znajdujące się w teoretycznej ekosferze |
| ------------------ | ----------------------------------------- | ------------------ | ------------------------------------------------------------------ |
| HD 85512           | 1:7,9                                     | 0,35 AU            | Merkury (w perycentrum)                                            |
| Tau Ceti           | 1:2                                       | 0,7 AU             | Wenus                                                              |
| Słońce             | 1:1                                       | 1 AU               | Ziemia                                                             |
| Syriusz            | 25:1                                      | 5 AU               | Jowisz                                                             |
| Eta Chamaeleontis  | 100:1                                     | 10 AU              | Saturn                                                             |
| Aldebaran          | 425:1                                     | 20,6 AU            | Uran                                                               |
| Achernar           | 910:1                                     | 30,16 AU           | Neptun                                                             |
| Gacrux             | 1 500:1                                   | 38,7 AU            | Pas Kuipera                                                        |
| Alfa Ursae Minoris | 2 500:1                                   | 50 AU              | Makemake oraz Pluton (w aphelium)                                  |
| Eta Centauri       | 5 750:1                                   | 75,8 AU            | Sedna (w peryhelium)                                               |
| Epsilon Persei     | 28 330:1                                  | 168,3 AU           | Obiekty, krążące w odległości ok. 1 dnia świetlnego (172,8 AU)     |
| Zeta Scorpii       | 851 000:1                                 | 922 AU             | Sedna (w aphelium)                                                 |

## Życie poza ekosferą
Ekosfera wokół gwiazdy nie obejmuje wszystkich miejsc, gdzie teoretycznie życie może się samoistnie rozwinąć. Istnienie ciekłej wody może być zapewnione nie tylko dzięki ciepłu pochodzącemu od gwiazdy, ale też dzięki aktywności geologicznej wnętrza planety. W zewnętrznej części Układu Słonecznego istnieją księżyce lodowe (np. Europa), które najprawdopodobniej posiadają pod lodową skorupą ocean, istniejący dzięki ciepłu pochodzącemu od sił pływowych. Taki ocean jest potencjalnym siedliskiem życia.